# Expédition 11 (ISS)
Insigne de la mission
Équipage de l'expédition 11
Chronologie
Expédition 10 Expédition 12
Expédition 11 est la 11e mission vers la Station spatiale internationale.
L'équipage est composé de Sergueï Krikaliov (Russie) et John L. Phillips (États-Unis).